# Otomedius
Otomedius (オトメディウス?) è un videogioco arcade del 2007 prodotto da Konami.
Il gioco ha ricevuto una conversione per Xbox 360 e un seguito dal titolo Otomedius Excellent.